# Scott Poteet
Scott « Kidd » Poteet (né le 7 décembre 1973) est un pilote et astronaute américain.
Il est un collaborateur et ami de Jared Isaacman.
Il est sélectionné pour la mission Polaris Dawn dont il est le pilote. Sa mission décolle le 10 septembre 2024.

## Enfance et éducation
Il est né de Elizabeth Ann Poteet et de Bob Poteet. Sa mère était pharmacienne et il a un frère nommé Jim Poteet.
Il a obtenu un baccalauréat en pédagogie du dehors à l'université du New Hampshire et a ensuite fréquenté le Air Command and Staff College.

## Biographie
Scott Poteet est un lieutenant-colonel à la retraite de l'US Air Force qui a servi pendant 20 ans dans divers rôles, notamment commandant du 64th Aggressor Squadron, pilote dans la patrouille des Thunderbird (position numéro 4), pilote d'essai et d'évaluation et pilote commercial. Poteet est un pilote avec plus de 3 200 heures de vol sur les F-16, A-4, T-38, T-37, T-3 et Alpha Jet. Kidd a enregistré plus de 400 heures de combat au cours des opérations Northern Watch, Southern Watch, Joint Guardian, Freedom’s Sentinel et Resolute Support.
Après sa carrière dans l'Air Force, Kidd a occupé divers postes, notamment celui de directeur du développement commercial chez Draken International et de vice-président de la stratégie chez Shift4. Il a récemment occupé le poste de directeur de mission d'Inspiration4, la première mission spatiale entièrement civile au monde qui a permis de collecter plus de 240 millions de dollars pour le St. Jude Children's Research Hospital dans le but d'éradiquer le cancer infantile. Kidd est également un coureur et un triathlète accompli, participant à 15 triathlons Ironman depuis 2000, dont quatre championnats du monde Ironman à Kailua-Kona, Hawaii.
Il apparaît en tant que directeur de mission dans la série Compte à rebours : quatre touristes dans l’espace.